# Kápolna
Kápolna is een plaats (község) en gemeente in het Hongaarse comitaat Heves. Kápolna telt 1614 inwoners (2001).